# Inzest
Inzest (lateinisch incestus „unkeusch“), veraltet Blutschande, bezeichnet den Geschlechtsverkehr zwischen eng blutsverwandten Menschen. In seiner stärksten Ausprägung ist Inzest die Paarung eines Elternteils mit seinem leiblichen Kind, beispielsweise bei Fällen von sexuellem Missbrauch von Kindern bzw. sexuellem Missbrauch von Schutzbefohlenen in der Familie. Auch die einvernehmliche sexuelle Beziehung zwischen erwachsenen Geschwistern wird von den Rechtsbestimmungen mehrerer Staaten als strafbarer Inzest eingestuft, so auch in Deutschland, Österreich, der Schweiz und in Liechtenstein (Unterschiede der Länder siehe: Rechtslage).
Inzest ist thematisch überlappend mit, aber zu unterscheiden von Inzucht beim Menschen, der Fortpflanzung unter Blutsverwandten mit einhergehendem Ahnenverlust. Diese wurde vor allem früher im Rahmen der verbreiteten Verwandtenheiraten im europäischen Hochadel, in abgelegenen ländlichen Gegenden oder in Auslandsgemeinschaften praktiziert und birgt gesundheitliche Risiken.
Inzestverbote (Inzesttabus) richten sich in allen Kulturen nach der Nähe, dem Grad der Verwandtschaft, unterscheiden sich aber in der Grenzziehung. Soziale Gruppen, Gesellschaften und vor allem Religionen haben sehr unterschiedliche Vorstellungen davon, was ein zu verbietender Inzest ist – oder welcher Inzest von den Mitgliedern gewünscht oder sogar gefordert wird (Inzestgebote).

## Folgen, medizinische und genetische Aspekte
Bei Inzest zwischen Erwachsenen und Minderjährigen handelt es sich um sexuellen Missbrauch von Kindern, weil Inzest eine sexuelle Handlung ist und es sich bei sexuellen Handlungen zwischen Erwachsenen und Minderjährigen um sexuellen Missbrauch von Kindern handelt mit allen dazugehörigen Folgen (z. B. komplexen posttraumatischen Belastungsstörung) für die Opfer. Einige Opfer begehen aufgrund der massiven Schädigungen Suizid.
Inzest ist in einigen Staaten strafbar. Dies wird unter anderem genetisch begründet. Diese Begründung bezieht sich jedoch ausschließlich auf das Risiko, dass beim reproduktiven Geschlechtsverkehr unter nahen Verwandten ein Kind gezeugt wird. Erkenntnisse der Humangenetik und Vererbungslehre lassen darauf schließen, dass Inzucht beim Menschen die Wahrscheinlichkeit des Auftretens von Erbkrankheiten massiv erhöht.

## Geschichtliche Entwicklung
Die Normen betreffend Inzestverbote und Inzestgebote (denn auch solche gibt es, beispielsweise die Kreuzcousinenheirat bei manchen Stammesgesellschaften) unterscheiden sich nicht nur unter den Kulturen und zwischen sozialen Schichten, auch geschichtlich war das Verständnis davon, welche Verbindung erlaubt ist und welche nicht, starkem Wandel unterworfen.

### Ägypten
Ein Beispiel ist die bei den Pharaonen des Alten Ägypten verbreitete Geschwisterehe, die auch nach der griechischen Eroberung unter den hellenistischen Herrschern beibehalten wurde; so war Kleopatra VII. mit ihren Brüdern Ptolemaios XIII. und Ptolemaios XIV. verheiratet. Geschwisterehen waren in Ägypten allerdings auch außerhalb der Pharaonendynastien keineswegs selten. Das ist vor allem aus den erhaltenen Zensusunterlagen der griechisch-römischen Zeit belegt.

### Altbabylonisches Reich
Im babylonischen Reich wurde unter Hammurapi, dem sechsten König der ersten Dynastie von Babylon, der Beischlaf zwischen leiblichen Eltern und Kindern verboten. Im Codex Hammurapi erfassten die Tatbestände zum einen den Geschlechtsverkehr zwischen Vater und Tochter und zum anderen den Beischlaf zwischen Mutter und Sohn. Die jeweiligen Rechtsfolgen sahen vor, dass der Vater verbannt und die Mutter sowie der Sohn mit dem Tod bestraft wurden.
Ein weiteres Verbot stellte den Geschlechtsverkehr zwischen Sohn und Stiefmutter unter Strafe. Ein wesentliches Tatbestandsmerkmal war jedoch, dass die Stiefmutter mit dem verstorbenen Ehemann mindestens ein Kind gezeugt haben musste. Auch hier bestand die Rechtsfolge in der Verbannung des Stiefsohnes.

### Perserreich
Die Inzestehe besaß im antiken Perserreich eine große kultische und soziale Bedeutung, die möglicherweise bis in die Zeit der Elamiter zurückreicht. In einem jüngeren Text der Schriftensammlung Avesta, dem Yasna Haptahati, werden die religiösen Vorstellungen des Zoroastrismus nach dem Tod des Religionsgründers dargestellt. Ahura Mazda erscheint als Himmelsgott und als Weiser Herr, der selbst die altarische Inzestehe (avestisch xvaetvadatha) praktiziert und sie zu einer göttlichen Einrichtung erklärt. Das Wort xvaetvadatha wird ungefähr übersetzt mit „der, welcher in die Verwandtschaft heiratet“. Der Yasna Haptahati berichtet erstmals von dieser Sitte der achämenidischen Großkönige seit Kambyses I. (erste Hälfte 6. Jahrhundert v. Chr.). Von mehreren achämenidischen Herrschern bis Artaxerxes III. (reg. 359–338 v. Chr.) ist bekannt, dass sie eine Ehe mit ihrer Schwester, Halbschwester oder einer ihrer Töchter eingegangen waren. Die mächtige Priesterschaft (Mager), deren Aufgabe war, die Einhaltung komplizierter Riten zu kontrollieren, scheint dieser Praxis nicht widersprochen zu haben.
In Yasna 12,9 ist das Gebot zur Inzestehe enthalten. Dahinter steckte wohl die Notwendigkeit, rituelle Verunreinigung zu vermeiden, außerdem sollte so der über weite Gebiete verteilte iranische Adel sozial abgeschottet werden. In einer späteren religiösen Lehre wird Zarathustra selbst zum Schöpfer des xvaetvadatha erklärt. Während der Partherzeit gab es die Inzestehe den Quellen zufolge sowohl beim Adel als auch unter den Priestern des Zoroastrismus. Parthische Könige heirateten ihre Halbschwestern, einige ihre Mütter.

### Griechenland und Hellenismus
Bei den Griechen gab es in der Mythologie Geschwisterehen unter den Olympischen Göttern, zum Beispiel waren Zeus, der oberste der Götter, und seine Gattin Hera Geschwister. Aber auch unter den Menschen waren Verbindungen zwischen Verwandten nicht von vornherein unzulässig:
- Als fluchbehaftet galten Verbindungen zwischen Eltern und Kindern. Beim bekannten Beispiel des Ödipus, der unwissentlich seine Mutter heiratet, tritt als wohl wesentlicherer Frevel der (ebenso unwissentliche) Vatermord hinzu.
- Der Athener Kimon heiratete seine Halbschwester Elpinike, wobei nicht ganz klar ist, ob Verbindungen zwischen Halbgeschwistern nicht doch als illegal galten.[7]
- Der spartanische König Leonidas I. war mit seiner Nichte Gorgo verheiratet, der Tochter seines Halbbruders Kleomenes.
- Die Geschwisterehe wurde bei den Ptolemäerkönigen offenbar in der hellenistischen Welt akzeptiert; das Faktum wurde sogar im Beinamen hervorgehoben, so bei Ptolemaios II. Philadelphos („der Geschwisterliebende“), der mit seiner Schwester Arsinoë II. verheiratet war. Hier könnte, ähnlich wie bei den Römern, eine Sichtweise wirksam gewesen sein, die bei Verbindungen zwischen oder mit Angehörigen anderer Religionen und Kulturen (hier den Ägyptern) andere Maßstäbe anlegte als bei Verbindungen zwischen Griechen.

### Römisches Reich
Bei den Römern wurde unterschieden zwischen incestus iure gentium (Inzest unter Angehörigen anderer Völker), der nicht verfolgt wurde, und incestus iure civili (Inzest unter römischen Bürgern), für den die Sanktionen des römischen Rechts galten.
Als incestus iure civili bei den Römern galten, so wie bei den Griechen, zunächst einmal Verbindungen zwischen Eltern und Kindern, Kindeskindern usw. Dabei war incestus (aus in „nicht-“ und castus „rein“, „unschuldig“, „keusch“), ein Begriff, der Vergehen gegen das Religionsgesetz (nefas) und speziell die Verletzung des Keuschheitsgebots durch eine Vestalin bezeichnet. Dieses Verbot galt sogar für adoptierte Kinder. Nachkommen aus inzestuösen Ehen galten als vaterlos und waren nicht erbberechtigt. Hatte jemand nur Kinder aus einer Ehe, die als incestus deklariert werden konnte, so verfiel bei dessen Tod sein Vermögen dem Fiskus. Das ist der Grund, warum die Untersuchungen betreffend Blutschande sich (vor allem in der Kaiserzeit) hauptsächlich gegen Wohlhabende richteten und die einschlägige Gesetzgebung im Laufe der Zeit immer mehr ausgebaut und detaillierter wurde.
Der Jurist Gaius beschreibt die Rechtslage in seinen Institutiones und bemerkt, dass freilich Verbindungen zwischen einem Mann mit der Tochter des Bruders, nicht aber mit der Tochter der Schwester, zulässig seien. Das sei so, seit Kaiser Claudius sich vom Senat zu einer derartigen Heirat geradezu hatte auffordern lassen, wodurch er Agrippina, die Tochter seines Bruders Germanicus, heiraten konnte. Dieser Beschluss ging als Senatus consultum Claudianum in die Rechtsgeschichte ein und wurde erst 438 im Codex Theodosianus explizit aufgehoben, ab dann war die Onkelehe auch mit dem Tod bedroht. Ansonsten waren nach Gaius folgende Verbindungen verboten:
- zwischen Bruder und Schwester, auch Halb- und Adoptivgeschwistern (bei Aufhebung der Adoption löste sich das Verbot)
- mit der Schwiegermutter oder Schwiegertochter
- mit der Stieftochter oder Stiefmutter

Das Verbot der incestae et nefariae nuptiae („blutschänderische und religiös verbotene Ehe“) galt nach Ulpian im 3. Jahrhundert für Eltern, Kinder und Geschwister bis zum 4. Grad (mit Ausnahme der Claudianischen Ausnahme).
Der als Strafe für Inzest genannte Sturz vom Tarpejischen Felsen scheint sich eher auf die pflichtvergessene Vestalin zu beziehen, obwohl Fälle belegt sind, in denen Inzest in dieser besonders dramatischen Form bestraft wurde: Nach Tacitus ließ Kaiser Tiberius den Sextus Marius wegen Inzests mit seiner Tochter vom Felsen stürzen. Tacitus betont aber, dass Marius der reichste Mann Hispaniens war (dessen Vermögen selbstverständlich eingezogen wurde).
Tatsächlich oblag die Ahndung von Inzest wohl meist dem Familiengericht, in späterer Zeit wurde mit Verbannung, Vermögens- und Korporalstrafen sanktioniert. Im Corpus iuris civilis trifft Justinian I. nochmals genauere Vorschriften betreffend die Kinder einer inzestuösen Verbindung und des Vermögens der Beteiligten. Einmal mehr wird dabei deutlich, dass Inzest bis in die Spätantike ein Vergehen der Angehörigen einer vermögenden Oberschicht war, die sich bemühten, die Übertragung von Vermögenswerten durch Erbschaft und Mitgift möglichst innerhalb des Verwandtenkreises zu halten.

### Europäischer Hochadel
In Europa war die Vetternehe zwischen Angehörigen des Hochadels und vor allem regierender Dynastien bis ins 20. Jahrhundert hinein mehr Regel als Ausnahme. Fast jede königliche oder prinzliche Ehe wurde zwischen Cousins und Cousinen zweiten oder höheren Grades geschlossen; aber auch Verbindungen zwischen Cousins und Cousinen ersten Grades kamen in allen Herrscherhäusern, vor allem aber im Haus Habsburg, überdurchschnittlich oft vor. Ein prominentes Beispiel ist die Verheiratung der Erzherzöge Franz (nachmals Kaiser Franz II./I.) und Ferdinand sowie der Erzherzogin Maria Klementine von Österreich mit den Prinzessinnen Maria Theresia und Maria Luisa sowie dem Kronprinzen Franz von Neapel-Sizilien im Jahr 1790 bzw. 1797: Diese Paare waren jeweils sogar zweifach Cousins und Cousinen ersten Grades, nämlich durch die doppelte Schwägerschaft ihrer Eltern Kaiser Leopold II. und Maria Ludovica von Spanien sowie König Ferdinand I. von Neapel-Sizilien (geborener Prinz von Spanien) und Maria Karolina von Österreich: Die Ehefrau des einen war jeweils die Schwester des anderen Mannes, so dass Franz mit Maria Theresia die Tochter seines Onkels mütterlicherseits und seiner Tante väterlicherseits heiratete. Der älteste Sohn von Franz und Maria Theresia, der spätere Kaiser Ferdinand I. von Österreich, litt an Geistesschwäche und Epilepsie und war daher unfähig, die Regierung auszuüben. Das Paar hatte elf weitere Kinder. Als weiteres Beispiel wird die Verbreitung der Bluterkrankheit genannt.
Der bekannteste Fall einer durch die Kirche betriebenen Sanktionierung einer Verbindung zwischen Verwandten ist die Hammersteiner Ehe.

## Wissenschaftliche Erklärungsansätze zur Ablehnung von Inzest
Sowohl Biologen als auch Ethnologen, Anthropologen und Soziologen beschäftigen sich mit dem Phänomen der Ablehnung von Inzest. Jahrzehntelang lehnten Gesellschaftswissenschaften und Psychologie eine biologische Erklärung für Inzestverbote ab. So wurde angenommen, dass sich Familienangehörige voneinander sexuell angezogen fühlen, sofern dies nicht durch soziale Einflüsse verhindert werde. Evolutionsforscher haben hingegen behauptet, dass angeborene Verdrahtungen der Nervenzellen darauf ausgerichtet seien, Blutsverwandte zu erkennen. Neben der Verwandtenselektion diene dieses Erkennungssystem dazu, die Fortpflanzung unter Blutsverwandten zu vermeiden, weil daraus hervorgehende Kinder weniger gesund seien.

### Lévi-Strauss
Dem französischen Ethnologen Claude Lévi-Strauss zufolge kann es sich bei der Ablehnung des Inzests nicht um eine rationale Regel zur Verhinderung von Erbschäden bei Kindern inzestuöser Paarungen handeln, da
a) dieser Erklärungsansatz erst in der Neuzeit aufgetaucht sei, das Inzestverbot jedoch ein weit älteres Phänomen sei und
b) die Gefahr von Erbschäden überhaupt erst durch die Regel des Inzestverbots zustande komme, da nur die direkten inzestuösen Nachkommen eines exogam geprägten Elternpaares „extremen Variationen“ unterlägen und bei einer Etablierung der Endogamie die Folgegenerationen keine erhöhte Gefahr von Erbschäden zu erwarten hätten. „Die zeitweilige Gefahr endogamer Verbindungen resultiert, falls sie überhaupt existiert, offensichtlich aus einer Tradition der Exogamie oder ‚Pangamie‘; sie kann nicht deren Ursache sein“ (1948).
Auch um eine Manifestation natürlicher Triebe könne es sich bei kulturellen Inzestverboten nicht handeln, da die Regel nicht so universell sei, wie ein universeller Trieb als Ursache sie machen würde: Inzest komme trotz Tabuisierung immer wieder vor. Lévi-Strauss vermutet außerdem eine hohe Dunkelziffer an Inzestfällen.
Lévi-Strauss verortet angesichts der Erklärungsschwierigkeiten im Inzestverbot den Übergang von Natur zu Kultur. Jede Heirat sei „eine dramatische Begegnung zwischen der Natur und der Kultur, zwischen der Allianz und der Verwandtschaft“. Die Heirat sei die „Schlichtung zwischen zwei Lieben: der elterlichen Liebe und der ehelichen Liebe“. Das Inzestverbot sei entstanden, weil „die biologische Familie nicht mehr allein ist und sich mit anderen Familien verschwägern muss, um zu überleben“.
Hintergrund ist die Feststellung, dass nicht das Verbot der Endogamie am Inzesttabu primär ist, sondern das Gebot der Exogamie. Der Tausch von Frauen unter Familien wirke einerseits solidarisierend und trage andererseits zur Eröffnung eines „Heiratspools“ bei, der allen beteiligten Familien die Auswahl von Partnerinnen für ihre Söhne ermögliche.

### Evolutionspsychologie
Die Fähigkeit zur Identifikation von Verwandten wurde bei vielen Tierarten inklusive Säugetieren nachgewiesen.
Der finnische Ethnologe Edvard Westermarck nahm 1891 an, dass die Ablehnung des Inzest eine in der Evolution entstandene Funktion ist. Sexuelles Desinteresse würde sich unter zusammenlebenden Kindern entwickeln, und da diese meist verwandt sind, erfülle es die evolutionäre Funktion der Reduktion des Gesundheitsrisikos von Nachkommen. Diese sogenannte Westermarck-Hypothese wurde in einigen Studien getestet. Die aussagekräftigsten Ergebnisse kamen von Wolf (1995). Wolf untersuchte eine chinesische Tradition, in der junge Mädchen von den Eltern eines Jungen adoptiert werden, um diesem später als Braut zu dienen. Wolf sammelte Daten zu den daraus entstandenen Ehen und stellte erhöhte Scheidungs- und niedrigere Fertilitätsraten bei diesen Paaren fest. Der Westermarck-Effekt war stärker, wenn die Kinder bereits in den ersten drei Lebensjahren zusammenlebten.
Ein empirischer Test der Westermarck-Hypothese kann auch anhand der Ablehnung von Inzest bei Dritten durchgeführt werden. Lieberman et al. konnten 2003 anhand diesbezüglicher Befragungen die Hypothese stützen. Die Dauer des Zusammenlebens mit andersgeschlechtlichen Kindern erklärt sowohl den Verwandtschaftskoeffizient als auch die Stärke der moralischen Ablehnung von Inzest, selbst wenn man den Verwandtschaftsgrad konstant hält.

## Inzest und Religion

### Christentum
Sowohl im Alten als auch im Neuen Testament der Bibel wird Inzest erwähnt. So im Alten Testament die Geschichte von Lots Töchtern (Gen 19,31 ), die dem berauschten Vater beiwohnten, aus Angst, nach Sodoms Untergang keine Männer mehr zu finden, um Nachkommen zu erzielen. Anlass für künstlerische Darstellungen wie theologische Erörterungen ist bis heute die Vergewaltigung der Tamar durch ihren Halbbruder Amnon (2 Sam 13,1–22 ). Abrahams Frau Sara war seine Halbschwester (Gen 20,12 ). Mangels potentieller anderweitiger Geschlechtspartner müssten sich wohl, zumindest bei einer buchstäblichen Auslegung der Bibel, auch die Kinder von Adam und Eva inzestuös verhalten haben.
Mit Inzest wird aber nicht nur Geschlechtsverkehr zwischen nahen Blutsverwandten, sondern auch zwischen nahen angeheirateten Verwandten gemeint (Lev 18,6 ff ) und dort verurteilt.

### Islam
| 50 % und mehr 40–49 % 30–39 % | 000 | 20–29 % 10 – 19 % 05 – 09 % | 000 | 01 – 04 % <1 % |

2014: Anteile von Ehen zwischen Blutsverwandten weltweit (Cousin/Cousine 2. Grades oder näher; siehe Inzuchtkoeffizienten):

Im Islam gibt es Inzestverbote, die im Koran erwähnt werden:

„Und heiratet nicht Frauen, die eure Väter geheiratet hatten […]“

„Verwehrt sind euch eure Mütter, eure Töchter, eure Schwestern, eure Vatersschwestern und Mutterschwestern, eure Bruderstöchter und Schwestertöchter, eure Nährmütter und Milchschwestern und die Mütter eurer Frauen und eure Stieftöchter, die in eurem Schutze sind, von euern Frauen, die ihr heimsuchtet. Habt ihr sie jedoch noch nicht heimgesucht, so ist’s keine Sünde. Ferner die Ehefrauen eurer Söhne aus euern Lenden; und nicht sollt ihr zwei Schwestern zusammen haben […]“

In den islamisch geprägten Regionen Nordafrikas sowie des Nahen und Mittleren Ostens ist die Heirat zwischen Cousins und Cousinen väterlicherseits (Bint ʿamm) verbreitet. Diese Tradition ist vor-islamischen Ursprungs und beispielsweise auch in traditionell jüdischen Familien verbreitet.

### Römisch-katholische Kirche
Betreffend die Eheschließungen ist das kanonische Recht maßgeblich, das vom bürgerlichen Recht unabhängig ist. Die Ehe und somit der Beischlaf zwischen Blutsverwandten ersten Grades verstößt gegen göttliches Recht, von dem unter keinen Umständen dispensiert werden kann. Für eine katholische Eheschließung unter Cousins ist ein kirchlicher Dispens erforderlich.
Inzest ist die Keuschheitsverletzung mit solchen, für deren Heirat eines dieser Ehehindernisse besteht. Auch der außereheliche Beischlaf zwischen Cousin und Cousine (oder das formelle Wünschen eines solchen) muss daher nicht nur als Unzucht, sondern auch als Inzest gebeichtet werden.

## Rechtslage
In einigen Staaten ist Inzest strafbar: In Deutschland, Österreich und der Schweiz ist nur der inzestuöse Vaginalverkehr strafbar; in Liechtenstein ist auch inzestuöser verschieden- und gleichgeschlechtlicher Oralverkehr und Analverkehr strafbar, je nach Auslegung auch andere Handlungen (vgl. unten). Die §§ 312-314 des norwegischen Strafgesetzes bedrohen alle inzestuösen sexuellen Handlungen mit Strafe.
In Frankreich wurde die Strafbarkeit mit Einführung des Code pénal 1791 abgeschafft, aber Inzest mit Minderjährigen 2010 wieder als Straftatbestand eingeführt und 2021 verschärft (Artikel 222-22-3, 222-24 und 222-29-3 Code pénal).
Auch verschiedene Länder, die das französische Rechtssystem als Vorbild genommen haben, stellen Inzest mit Volljährigen nicht unter Strafe, dazu gehören Belgien, die Niederlande, Luxemburg, Portugal, die Türkei, Japan, Argentinien, Brasilien und einige andere lateinamerikanische Staaten.
Der 2022 eingeführte Artikel 417/19 des belgischen Strafgesetzbuchs wertet bei nicht einvernehmlichen sexuellen Handlungen u. a. Verwandtschaft und Schwägerschaft sowie ähnliche Verhältnisse als Erschwerungsgrund. Minderjährige können gemäß Artikel 417/6 § 3 des belgischen Strafgesetzbuchs in sexuelle Handlungen mit Verwandten und Verschwägerten aufsteigender gerader Linie sowie in solche mit Verwandten und Verschwägerten in der Seitenlinie bis zum dritten Grad (eigene Geschwister sowie Geschwister der Eltern bzw. Kinder der Geschwister und Ehegatten der vorgenannten Personen) nicht einwilligen; sexuelle Handlungen mit ihnen werden in Artikel 417/18 des belgischen Strafgesetzbuchs als Inzest unter Strafe gestellt (für mildernde Umstände siehe Artikel 79 und 80). In der ab 8. April 2026 geltenden Neufassung des belgischen Strafgesetzbuchs wird Artikel 417/19 zu Artikel 146, Artikel 417/6 wird zu Artikel 133 und Artikel 417/18 zu Artikel 145.

### Verwandtschaftsgrad
Bei der Beurteilung von Inzest wird vor allem nach dem Verwandtschaftsgrad unterschieden. Für entfernte Verwandte wie Cousin und Cousine 2. Grades (gemeinsame Urgroßeltern) besteht in keinem Land ein Ehehindernis.
Sexuelle Beziehungen zwischen Cousins und Cousinen 1. Grades (gemeinsame Großeltern) wurden in Korea, den Philippinen und in den Balkan-Ländern verboten und gesellschaftlich tabuisiert, während diese verwandtschaftliche Beziehung vor allem im Kulturgebiet des Islams, also in Nordafrika, im orientalischen Raum und in Südasien als gute Voraussetzung für eine Heirat gilt (siehe Bintʿamm-Heirat). In Saudi-Arabien müssen heiratswillige Paare, ob verwandt oder nicht, Gen-Tests machen lassen, die Aufschluss geben über die mögliche Gefährdung der künftigen Nachkommenschaft durch eine genetisch bedingte Sichelzellen- oder Mittelmeeranämie (Thalassämie). Bei Gefährdung wird die Eheschließung verhindert. In Deutschland ist es gesetzlich erlaubt, dass Cousin und Cousine sexuelle Beziehungen haben und heiraten. Für Katholiken ist durch die Ehehindernisse der katholischen Kirche die Ehe zwischen Blutsverwandten, so auch zwischen Cousinen und Cousins, verboten; es kann aber eine Befreiung durch den Ortsbischof erteilt werden. Mit Einführung der Zivilehe hat das kirchliche Eherecht an Bedeutung verloren.
Die Strafbarkeit ist unabhängig vom zivilrechtlichen Verwandtschaftsverhältnis, nur das biologische zählt. Dieses muss im Gerichtsverfahren von Amts wegen geprüft werden. So macht sich z. B. das über 18 Jahre alte Kuckuckskind bei Beischlaf mit seinem leiblichen Vater strafbar, nicht aber bei Beischlaf mit dem Ehemann seiner Mutter. Entsprechendes gilt umgekehrt für den Vater und Geschwister (auch das Kind des leiblichen Vaters aus einer anderen Beziehung kann mit dem „Kuckuckskind“ Inzest begehen, nicht aber ein Kind des Ehemanns der Mutter aus einer anderen Beziehung).
Der Tatbestand kann auch dann verwirklicht werden, wenn das Verwandtschaftsverhältnis im Sinne des Bürgerlichen Rechts durch Adoption erloschen ist. Umgekehrt sind sexuelle Handlungen mit einem erwachsenen Adoptivkind heute in den deutschsprachigen Ländern nicht strafbar (anders z. B. in § 312 des norwegischen Strafgesetzes und in Deutschland bis 1943 in § 174 Reichsstrafgesetzbuch).

### Schwägerschaft
In manchen Gesellschaften gilt sogar der Geschlechtsverkehr zwischen verschwägerten Personen als Inzest. Auch in Deutschland wurden früher Beziehungen zwischen Verschwägerten mit dem Inzesttabu belegt und bestraft; so stellte z. B. der in Bayern von 1751 bis 1813 geltende Codex Maximilianeus Bavaricus Criminalis den Inzest zwischen Schwager und Schwägerin unter Strafe (Erster Theil, Sechstes Capitul, § 2). Der Beischlaf zwischen Verschwägerten in gerader Linie (Stiefelternteil mit Stiefkind, Schwiegerelternteil mit Schwiegerkind) war bis 1955 (DDR) bzw. 1973 (Bundesrepublik) strafbar (seit 1938 allerdings nur noch dann, wenn die die Schwägerschaft begründende Ehe noch bestand, der Tatbestand war somit eine Qualifikation des Ehebruchs geworden).
In Österreich bedrohte § 501 Strafgesetz bis 1974 Unzucht mit Ehegenossen der Eltern, der Kinder und sogar der Geschwister mit Strafe.
Auch heute noch sieht § 314 des norwegischen Strafgesetzes für sexuelle Handlungen mit einem Stiefkind unabhängig von dessen Alter eine Bestrafung des Stiefelternteils vor.

### Rechtslage in Deutschland
Inzest zwischen in gerader Linie Verwandten – also Eltern, Großeltern, Urgroßeltern, und deren Kindern, Enkeln, Urenkeln – sowie zwischen Voll- und Halbgeschwistern ist strafbar. Abkömmlinge und Geschwister werden nicht bestraft, wenn sie zur Tatzeit jünger als 18 Jahre waren; da es sich dabei um einen persönlichen Strafausschließungsgrund handelt, sind Anstiftung und Beihilfe strafbar. Die Staatsanwaltschaft, die mit einem Inzestfall entsprechend § 173 StGB betraut ist, kann allerdings (wie bei jedem Vergehen) nach §§ 153 ff. StPO das Verfahren bei „geringer Schuld“ einstellen.
§ 173 StGB stellt nur den Vaginalverkehr unter Strafe, andere sexuelle Praktiken sind straffrei. Seit Abschaffung der Strafbarkeit des Beischlafs mit Verschwägerten (vgl. oben) 1973 liegen die Verurteilungen auf konstant niedrigem Niveau. So gab es 2021 nur fünf Verurteilungen (dabei sind aber nicht die vielen Fälle mitgezählt, bei denen eine schwererer Tatbestand, z. B. sexueller Missbrauch von Schutzbefohlenen, in Tateinheit stand).

#### Diskussion
In neuerer Zeit wird verschiedentlich argumentiert, dass das Inzestverbot im Prinzip überflüssig sei, da das Rechtsgut der sexuellen Selbstbestimmung höher zu werten sei als die genetisch bedingten Risiken für den aus Inzest möglicherweise resultierenden Nachwuchs. Zudem sei das Ziel eines solchen Verbots unklar, da die Verhütung potenziell erbkranken Nachwuchses kein Ziel des Staates sei. Außerdem wird vorgebracht, am Anfang einer Intervention sollten sozialpädagogische Bemühungen um das Wohl der Beteiligten stehen. Wo diese keine Wirkung zeigten, ließen sich bestehende Konflikte fachkundiger von Familiengerichten lösen. Der ehemalige rechtspolitische Sprecher der Grünen-Bundestagsfraktion, Jerzy Montag, sagte 2012, „die strafrechtliche Verfolgung vom Beischlaf unter Verwandten und Geschwistern“ sei ein „Anachronismus“ und moralische Tabus dürften nicht mit dem Strafrecht durchgesetzt werden. Auch die Piratenpartei setzte sich 2012 für die Abschaffung des Inzestverbotes ein. Im September 2014 empfahl der Deutsche Ethikrat mehrheitlich, den Geschwisterinzest zu entkriminalisieren und § 173 StGB abzuschaffen. Das Grundrecht der erwachsenen Geschwister auf sexuelle Selbstbestimmung sei stärker zu gewichten als das abstrakte Schutzgut Familie.
Die rechtspolitische Sprecherin der CDU/CSU-Fraktion im Bundestag Elisabeth Winkelmeier-Becker wandte sich gegen diese Empfehlung. Sie hält eine Abschaffung für ein falsches Signal; eine Entkriminalisierung laufe dem Schutz der unbeeinträchtigten Entwicklung von Kindern in ihren Familien zuwider. In fast allen Fällen gehe Inzest mit der Abhängigkeit eines Partners und äußerst schwierigen Familienverhältnissen einher. Das deutsche Justizministerium unter Heiko Maas lehnte eine Reform und Abschaffung von § 173 StGB im September 2014 ab.

#### Beschluss des Bundesverfassungsgerichts vom 26. Februar 2008
Mit Beschluss vom 26. Februar 2008 entschied das Bundesverfassungsgericht, § 173 StGB sei verfassungsrechtlich nicht zu beanstanden. Der Gesetzgeber verfolge Zwecke, die „jedenfalls in ihrer Gesamtheit die Einschränkung des allgemeinen Persönlichkeitsrechts legitimieren“: Als Strafgrund stehe der grundgesetzlich geforderte Schutz von Ehe und Familie an erster Stelle. Inzestverbindungen führten zu einer Überschneidung von Verwandtschaftsbeziehungen und sozialen Rollenverteilungen und damit zu einer Beeinträchtigung der in einer Familie strukturgebenden Zuordnungen. Zudem diene das Inzestverbot dem Schutz der sexuellen Selbstbestimmung. § 173 StGB habe spezifische, durch die Nähe in der Familie bedingte oder in der Verwandtschaft wurzelnde Abhängigkeiten im Blick. Weiterhin rechtfertige auch der Schutz vor Erbschäden das Inzestverbot. Die Entscheidung erging mit 7:1 Stimmen.
Der Vizepräsident des Bundesverfassungsgerichts Winfried Hassemer gab dabei eine abweichende Meinung ab. § 173 StGB verstoße gegen den Grundsatz der Verhältnismäßigkeit. Es liege kein Rechtsgut vor, dessen Verletzung im Inzestfall einen Strafgrund darstellen würde. Im Fall von volljährigen, einvernehmlich handelnden Geschwistern sei nicht klar, wessen Rechte durch den Geschlechtsverkehr eingeschränkt werden sollten. Es handele sich vielmehr um eine opferlose Straftat. Eine Hauptstütze des Inzestverbots seien sogenannte „eugenische Gesichtspunkte“, also die Verhinderung von Erbkrankheiten. Hierbei sei jedoch zum einen nicht klar, wieso das Gesetz auch bei erfolgender Verhütung und sogar bei vorheriger Sterilisation Anwendung findet. Zum anderen verbiete es sich schon von Verfassungs wegen, den Schutz der Gesundheit potentieller Nachkommen zur Grundlage strafgesetzlicher Eingriffe zu machen. Das Strafrecht kenne aus guten Gründen eine Strafbarkeit des Geschlechtsverkehrs selbst dort nicht, wo die Wahrscheinlichkeit behinderten Nachwuchses höher ist und die erwartbaren Behinderungen massiver sind als beim Inzest. Das Inzestverbot diene nicht dem Schutz der sexuellen Selbstbestimmung, darauf habe sich noch nicht einmal der Gesetzgeber berufen. § 173 StGB sei auch nicht geeignet, dem Schutz von Ehe und Familie zu dienen: Zu diesem Zweck sei die Vorschrift einerseits zu eng, weil sie nur den Beischlaf, nicht aber andere sexuelle Handlungen unter Strafe stellt und nicht-leibliche Geschwister nicht mit einbezieht, andererseits zu weit, weil sie Verhaltensweisen erfasse, die sich auf das Familienleben nicht (mehr) schädlich auswirken können.

#### Stellungnahme der GfH
Die Deutsche Gesellschaft für Humangenetik kritisierte den Beschluss des Bundesverfassungsgerichts vom Standpunkt der Humangenetik aus. Eugenik bedeute „nach international übereinstimmendem Verständnis das dirigistische Bestreben nach einer – wie auch immer definierten – ‚Verbesserung‘ des kollektiven Erbgutbestandes einer Population.“ Nicht nur, dass Inzestverbindungen von Geschwistern ohnehin keinen nennenswerten Einfluss auf den Genpool einer Population hätten; die (durchaus vorhandene) höhere Gefahr, dass Kinder aus solchen Beziehungen an rezessiv vererbten Krankheiten erkranken könnten, rechtfertige keinen juristischen Eingriff in die „reproduktive Freiheit“ eines Paares. Die Gefahr solcher Krankheiten (z. B.: Mukoviszidose oder Spinale Muskelatrophie) bestehe selbstverständlich auch für Kinder nichtblutsverwandter Paare. Falls eine solche Erkrankung bereits bei einem Kind vorhanden ist, haben dessen Geschwister ein Risiko von 25 %, ebenfalls die Erbkrankheit zu bekommen. Bei manchen Krankheiten liegt dieses Risiko noch wesentlich höher. Eine Gesetzgebung, die in solchen Fällen einem Paar weiteren Geschlechtsverkehr verbietet, würde auf umfassende gesellschaftliche Ablehnung stoßen. Das Recht, die mit einem Kinderwunsch verbundene Risikobewertung selbst vorzunehmen, zähle zum Kernbestand des Persönlichkeitsrechts.

#### Entscheidung des Europäischen Gerichtshofs für Menschenrechte 2012
Gegen die Entscheidung des Bundesverfassungsgerichts wurde von „Patrick S.“, der mit seiner behinderten Schwester vier Kinder hat, von denen zwei ebenfalls behindert sind, Beschwerde zum Europäischen Gerichtshof für Menschenrechte (EGMR) eingelegt. Dieser entschied am 12. April 2012 einstimmig, dass § 173 StGB mit der Europäischen Menschenrechtskonvention vereinbar sei. Zwar greife die Bestrafung in das Familienleben des Klägers ein. Das Recht auf Achtung des Privat- und Familienlebens aus Art. 8 Europäische Menschenrechtskonvention sei jedoch nicht verletzt.

### Rechtslage in der Schweiz
In der Schweiz wird nach Art. 213 des Strafgesetzbuchs mit Freiheitsstrafe bis zu drei Jahren oder Geldstrafe bestraft, „wer mit einem Blutsverwandten in gerader Linie oder einem voll- oder halbbürtigen Geschwister den Beischlaf vollzieht“. „Minderjährige bleiben straflos, wenn sie verführt worden sind.“
Der Bundesrat schlug 2010 im Rahmen einer Anpassung der Strafrahmen eine Abschaffung des Tatbestandes Inzest vor, da nur wenige Verurteilungen (drei bis vier pro Jahr) Fälle beträfen, in denen nicht auch andere Sexualdelikte wie etwa sexuelle Handlungen mit Kindern begangen würden. Nach Abschluss des Anhörungsverfahrens (Vernehmlassung) verzichtete der Bundesrat jedoch 2018 auf die Abschaffung des Tatbestandes, und schrieb dazu: «Während eine Minderheit der Vernehmlassungsteilnehmenden die Aufhebung begrüßte, lehnte sie eine Mehrheit aus moralischen und eugenischen Gründen sowie wegen des Schutzes vor sexuellem Missbrauch von Kindern ab. Ebenfalls wurde vorgebracht, dass mit einer Aufhebung ein falsches Signal gesetzt würde.»

### Rechtslage in Österreich
Auch in Österreich ist nur der Beischlaf strafbar (vgl. unten Liechtenstein, das hier ausnahmsweise vom österreichischen Strafrecht abweicht). Das in Österreich im § 211 StGB als „Blutschande“ bezeichnete Tatbild wird mit Freiheitsstrafe bis zu einem Jahr oder Geldstrafe bis zu 720 Tagessätzen bestraft. Die Verführung eines Verwandten absteigender Linie wird mit bis zu drei Jahren Freiheitsstrafe bestraft. Zwischen Geschwistern (auch Halbgeschwistern) wird Beischlaf mit Freiheitsstrafe bis zu sechs Monaten oder Geldstrafe bis zu 360 Tagessätzen bestraft. Nicht bestraft wird, wer zur Tatzeit jünger als 19 Jahre war und zur Tat verführt wurde.

### Rechtslage in Liechtenstein
Mit Einführung des Strafgesetzbuchs übernahm Liechtenstein ebenfalls unter § 211 den Wortlaut der österreichischen Bestimmung.
Die in Österreich 1988 beschlossene und 1989 in Kraft getretene Änderung bezüglich des Alters bei der Verführung von 18 auf 19 Jahre wurde nicht durchgeführt; es blieb somit bei 18 Jahren.
Am 1. Februar 2001 trat mit LGBl. 2001 Nr. 16 jedoch eine entscheidende Erweiterung in Kraft. Wie bei einigen anderen Delikten wurde auch beim Inzest nach dem Beischlaf (als Vaginalverkehr) die Formulierung „oder eine dem Beischlaf gleichzusetzende sexuelle Handlung“ eingefügt. In einem Entscheid des Fürstlichen Obersten Gerichtshofs in einem anderen Fall aus dem Jahr 2011 ist teilweise zu ersehen, wie der Begriff ausgelegt wird. Maßgebend ist, „ob das Geschlechtsorgan zumindest einer der beteiligten Personen ähnlich intensiv wie bei einem Beischlaf involviert ist“. Wie in Deutschland und Österreich ist auf jeden Fall das mehr als flüchtige Eindringen mit Fingern oder Gegenständen in die Vagina sowie das Eindringen mit dem Penis in Mund und After darunter zu verstehen. Orale Stimulation weiblicher Geschlechtsorgane (teilweise mit Eindringen der Zunge) wird im Urteil auch explizit erwähnt. Nicht geklärt ist das Eindringen mit Fingern oder Gegenständen in den After. In Deutschland (2005) ist dies keine „beischlafähnliche Handlung“, in Österreich (2010) ist es umstritten, da der After kein Geschlechtsteil ist, aber nahe der Genitalregion liegt (jeweils Urteile zu anderen Straftatbeständen). Wie gegenseitige Masturbation bei „ähnlich intensiv […] involviert“ bewertet wird, ist auch unklar. Damit sind – einzigartig im deutschen Sprachraum – nicht-vaginaler-Verkehr verschiedengeschlechtlicher Verwandter und gleichgeschlechtlicher Verkehr zwischen Verwandten als Inzest pönalisiert.

## Inzest in Musik und Literatur

### Bis zum 19. Jahrhundert
Neben den Inzesten, die in den Schöpfungsmythen vieler Völker vorkommen, kennt die Literaturgeschichte eine Vielzahl von gewöhnlich dramatischen Erzählungen, die das Thema des Inzestes behandeln. Klassisch ist die Ödipussage, in der ein ausgesetzter Sohn, ohne darum zu wissen, seine Mutter heiratet und mit ihr vier Kinder zeugt. Ebenfalls aus der griechischen Antike stammen die Mythen der Byblis (deren leidenschaftliche Liebe zu ihrem Bruder Kaunos sie in den Tod und ihn in die Fremde treibt) und der Myrrha (die sich infolge eines göttlichen Zorns in ihren Vater verliebt und ihn verführt). Auch in den Sagen um König Artus taucht der Inzest auf. So soll Artus mit seiner Halbschwester Morgana den Sohn Mordred gezeugt haben. Das Märchen „Allerleirauh“ der Brüder Grimm handelt von einem inzestuösen Begehren eines Vaters.
In Richard Wagners Oper Die Walküre entbrennen die Zwillinge Siegmund und Sieglinde in Liebe zueinander. In der Vereinigung der Geschwister (Zitat: „So blühe denn, Wälsungen-Blut“) wird der Held Siegfried gezeugt.
In Christian Fürchtegott Gellerts Roman Leben der schwedischen Gräfin von G*** geht ein Geschwisterpaar unwissentlich eine Inzestehe ein. Das nach Bekanntwerden der Verwandtschaft entstehende moralische Dilemma löst sich dadurch, dass der Bruder von einem eifersüchtigen Nebenbuhler ermordet wird, während die Schwester sich das Leben nimmt.
Innerhalb der romantischen Literatur erscheint der Inzest teilweise als auslösendes Moment einer tragischen Geschichte. In E. T. A. Hoffmanns Die Elixiere des Teufels erfährt der Leser gegen Ende durch die Genealogie der Protagonisten, dass ein Fall von Inzest für den ausbrechenden Wahnsinn der Hauptfigur und ihres Doppelgängers, die in ihrem Wirrspiel quasi telepathisch verbunden erscheinen, der Auslöser war. Die Auslöschung der inzestuös entstandenen Familie erscheint als Ziel jener magischen bzw. wahnsinnigen Zustände.
In Josefine Mutzenbacher. Die Geschichte einer Wienerischen Dirne. Von ihr selbst erzählt wird geschwisterlicher Inzest als gängige Praxis einer Wiener Unterschicht im 19. Jahrhundert dargestellt. Für die auf engstem Raum zusammenlebenden und -schlafenden Familien hatte Sexualität zwangsläufig einen familiären Charakter, so dass die oft durch den elterlichen Geschlechtsverkehr aufgeklärten Geschwister die Sexualität gemeinsam entdeckten und auslebten. Die Autorschaft ist nicht sicher geklärt; man kann kaum eine Aussage machen, inwieweit die Darstellungen eine tatsächlich verbreitete Praxis oder Fantasien des Autors widerspiegeln.
Mit ihrem 1889 in der Gartenlaube veröffentlichten Roman Nicht im Geleise hatte Ida Boy-Ed das Thema einer – wenn auch unwissend eingegangenen – Geschwisterehe einem breiten Familienpublikum vorgelegt.

### 20. Jahrhundert
Auch in Der Erwählte von Thomas Mann findet sich die Dualität von besonderer Tragik in Verbund mit einer gewissen Auserwähltheit. Hier wird der einer mittelalterlichen Erzählung, dem Gregorius Hartmanns von Aue, entstammende Protagonist am Ende nach langen Leidens- und Bußejahren zum Papst erhoben. In Manns Novelle Wälsungenblut ist das Thema Inzest zwischen Geschwistern ebenfalls zentral, in Joseph und seine Brüder taucht es (bei den Eltern des Potiphar) am Rande auf.
In Hundert Jahre Einsamkeit von Gabriel García Márquez wird die Entwicklung der Familie Buendía charakterisiert, die mit Inzest beginnt (Verheiratung des Cousins mit der Cousine) und mit Inzest aufhört (Zeugung einer Missbildung zwischen Tante und Neffe). Des Weiteren ist die ganze Geschichte durchzogen mit inzestuösen Motiven der sexuellen Beziehung zwischen nahen Verwandten.
In der Schlüsselszene von Arundhati Roys Roman Der Gott der kleinen Dinge kommt es zum Inzest zwischen einem Zwillingspaar, um eine mystische Bindung wiederherzustellen, die durch eine jahrelange Trennung von Bruder und Schwester verloren gegangen sei.
In Ian McEwans Der Zementgarten übernehmen der minderjährige Jack und seine Schwester Julie nach dem Tod beider Eltern deren Rolle, wobei es in letzter Konsequenz auch zum Inzest der beiden Geschwister kommt.
Eine moderne Version ist auch Max Frischs Homo faber, in dem die (tragisch endende) Geschichte einer inzestuösen Verstrickung von Vater und Tochter geschildert wird. Beim selben Autor will in Andorra der als gerettetes Judenkind ausgegebene Sohn des Lehrers seine Pflege- und in Wirklichkeit Halbschwester heiraten, was zunächst zur Offenbarung seiner wahren Identität führt; doch ist er nicht willens, ein Andorraner zu sein, da ihn die Andorraner als vorgeblichen Juden antisemitisch beschimpft hatten.
Eine sehr skurrile Liebe zwischen Bruder und Schwester wird in dem Roman Das Hotel New Hampshire (erschienen 1981) von John Irving beschrieben.
In Jeffrey Eugenides’ Middlesex ist der Geschwisterinzest zwischen Desdemona und Eleutherios Stephanides und der daraus resultierende Hermaphroditismus ihres Enkelkindes sowohl Triebfeder für die Handlung als auch Ausgangspunkt für die Überlegungen zum Thema „sex“ versus „gender“, die im Text immer wieder angestellt werden. Interessant ist das Handlungskonstrukt aus Krieg und Vertreibung auf einen anderen Kontinent, der die Eheleute Stephanides gewissermaßen von einer Schuld am Inzest und dessen Folgen befreit und die Motivation zur lebenslangen Geschwisterehe eher bei den Umständen sucht, denen es sich zu beugen gelte.
Auch der Musiktitel Geschwisterliebe der Berliner Punkrock-Band Die Ärzte handelt von Inzest. Die Handlung des 1986 veröffentlichten Liedes beschreibt u. a. den Geschlechtsverkehr zwischen Geschwistern. Das Lied behandelt die sexuelle Beziehung des Protagonisten zu seiner 14-jährigen Schwester. Die Eltern sind ausgegangen und die Geschwister sind allein zu Hause. Nachdem über zwei der drei Strophen die Vorfreude auf den geschwisterlichen Geschlechtsverkehr zum Ausdruck kommt, wird in der dritten Strophe der Geschlechtsakt beschrieben. Anfang 1987 wurde das Lied (und damit auch das dazugehörige Album) durch die Bundesprüfstelle für jugendgefährdende Schriften indiziert mit der Begründung, das im Lied angedeutete „inzestuöse Verhältnis“ werde „verherrlicht und propagiert“.

### 21. Jahrhundert
Eine mehr ersehnte als tatsächlich stattfindende Inzestliebe zwischen Bruder und Schwester wird in dem Roman Partygirl (2003) von Marlene Streeruwitz geschildert, wobei der Roman eindeutig auf die Erzählung Der Untergang des Hauses Usher des amerikanischen Autors Edgar Allan Poe rekurriert.

### Weitere Werke (chronologisch)
In den folgenden Werken finden sich inzestuöse Motive:
- Jakob Michael Reinhold Lenz: Der neue Menoza (1774)
- Johann Wolfgang von Goethe: Die Geschwister (1776)
- Johann Wolfgang Goethe: Wilhelm Meisters Lehrjahre (1796, 8. Buch; Die Geschichte der Eltern Mignons)
- Ludwig Tieck: Der blonde Eckbert (1797)
- Edgar Allan Poe: Der Untergang des Hauses Usher (1845)
- Conrad Ferdinand Meyer: Die Richterin (1885, Novelle)
- Georg Trakl: u. a. Blutschuld (1909, Gedicht)
- Leonhard Frank: Bruder und Schwester (1929)
- William Faulkner: Schall und Wahn (1929)
- Robert Musil: Der Mann ohne Eigenschaften (1931/32)
- Hugo von Hofmannsthal: Andreas oder die Vereinigten (1932, Romanfragment)
- Max Frisch: Homo faber (1957, Roman)
- Max Frisch: Andorra (1961, Drama)
- Thomas Bernhard: An der Baumgrenze (1969)
- Vladimir Nabokov: Ada oder Das Verlangen (1969)
- Ian McEwan: Der Zementgarten (1978)
- Ingeborg Bachmann: Das Buch Franza [Fragment, 1979]
- Nick Cave: Und die Eselin sah den Engel (1989, Roman)
- Banana Yoshimoto: NP (1990)
- Katarina von Bredow: Ludvig meine Liebe (1991, Jugendroman)
- Donna Tartt: Die geheime Geschichte (1992, Roman)
- A. S. Byatt: Morpho Eugenia (1994, Roman)
- Kaori Yuki: Angel Sanctuary (1994–2000)
- Marion Zimmer Bradley: Die Nebel von Avalon (1995)
- Ulrike M. Dierkes: Melina’s Magie (1995)
- Amélie Nothomb: Die Reinheit des Mörders (1996)
- George R. R. Martin: Das Lied von Eis und Feuer (Romanreihe, 1996–2012)
- Cormac McCarthy: Draußen im Dunkel (1996)
- Jana Frey: Der Kuss meiner Schwester. (1997, 2006 veränderte Neuausgabe, Jugendroman)
- Ulrike M. Dierkes: Meine Schwester ist meine Mutter. Inzestkinder im Schatten der Gesellschaft (1997)
- Pascal Mercier: Der Klavierstimmer (1998)
- Melvin Burgess: Schlachten (2000, Jugendroman)
- Motoi Yoshida: Koi Kaze. (2001–2004)
- Haruki Murakami: Kafka am Strand (2002 – dt. 2004)
- Poul Anderson: Das zerbrochene Schwert (2002)
- Jeffrey Eugenides: Middlesex (2002)
- Carlos Ruiz Zafón: Der Schatten des Windes (2003, Roman)
- Dea Loher: Tätowierung (2004, Theaterstück)
- Helen Dunmore: Der Duft des Schnees (2004, Roman)
- Stieg Larsson: Verblendung (2005, Roman)
- Markus Heitz: Der Krieg der Zwerge (2005, Roman)
- Rainer M. Schröder: Land des Feuers, Land der Sehnsucht (2005, Roman)
- J. R. R. Tolkien: Nachrichten aus Mittelerde, Die Kinder Húrins (posthum 2007)
- Meg Rosoff: So lebe ich jetzt (Drama, 2005)
- Monika Feth: Der Mädchenmaler (Roman, 2005)
- Norman Mailer: Das Schloss im Wald (2007)
- Mundstuhl: Wir werden morgens mit dem Bus geholt (Lied, 2007)
- Heinrich Steinfest: Mariaschwarz (2008)
- Jonathan Littell: Die Wohlgesinnten (Roman, 2008)
- Reinhard Jirgl: Die Stille (Roman, 2009)
- Tabitha Suzuma: Forbidden (Roman, 2011)
- Rammstein: mit den Titeln Wiener Blut, Laichzeit, Tier und Spiel mit mir
- Mirko Bonné: Nie mehr Nacht (Roman, 2013)

## Film und Fernsehen
In den folgenden Filmen und TV-Produktionen spielt „Inzest“ als Thema eine wichtige Rolle:
- Das Schweigen (1963), schwedisches Filmdrama von Ingmar Bergman (Schwarzweiß)
- Sandra (1965), italienisch-französisches Filmdrama von Luchino Visconti
- Syskonbädd 1782 (Geschwisterbett) (1966), schwedischer Spielfilm von Vilgot Sjöman
- Inzest (1970), US-amerikanisch-britischer Spielfilm von John Newland mit Romy Schneider in der Hauptrolle
- Herzflimmern  (1971), französischer Spielfilm von Louis Malle
- Sasori – Den of the Beast (1973), japanischer Exploitationfilm von Shun’ya Itō
- Chinatown (1974), US-amerikanischer Spielfilm von Roman Polanski
- La Luna (1979), italienischer Spielfilm von Bernardo Bertolucci
- Taboo (1979), US-amerikanischer Pornofilm von Kirdy Stevens: Klassiker des Hardcorefilms
- Amor Estranho Amor (1982), brasilianischer Spielfilm von Walter Hugo Khouri: erotisches Coming-of-Age-Drama
- Katzenmenschen  (1982), US-amerikanischer Horror- und Fantasy-Thriller von Paul Schrader, mit Nastassja Kinski
- Höhenfeuer (1985), Schweizer Spielfilm von Fredi M. Murer
- Charlotte for Ever (1986), französischer Spielfilm von und mit Serge Gainsbourg
- Schließe meine Augen, begehre oder töte mich (1991), englisches Filmdrama von Stephen Poliakoff
- Schlafwandler (1992), US-amerikanischer Horror-Film von Mick Garris, Drehbuch: Stephen King
- Der Zementgarten (1993), britisch-französisch-deutsches Drama mit Charlotte Gainsbourg, Regie Andrew Birkin
- Spanking the Monkey (1994), US-amerikanisches Familiendrama mit schwarzem Humor von David O. Russell
- Verbotene Liebe  (1995–2015), deutsche Seifenoper. U.a. Liebesgeschichte zwischen Jan Brandner und seiner Zwillingsschwester Julia von Anstetten, welche kurz nach ihrer Geburt von ihrer Mutter Clarissa von Anstetten getrennt wurden.
- Engel und Insekten (1995), US-amerikanisch-britisches Filmdrama von Philip Haas nach dem Roman Morpho Eugenia von A. S. Byatt
- Wer hat Angst vor Jackie-O.? (1997), US-amerikanische Filmkomödie von Mark Waters nach dem Theaterstück The House of Yes von Wendy MacLeod
- Inspector Barnaby: Tod in Badger’s Drift / The Killings at Badger’s Drift (1997), britische Krimiserie
- Sitcom (1998), französischer satirischer Film von François Ozon
- The War Zone (1999), britisches Filmdrama von Tim Roth: sexueller Missbrauch eines Vaters an seiner Tochter
- Gottes Werk & Teufels Beitrag (1999), US-amerikanische Literaturverfilmung von Lasse Hallström nach dem Roman von John Irving
- Angel Sanctuary (2000), japanisches Anime von Kaori Yuki nach ihrer Manga-Serie
- Riekes Liebe (2001), deutsches Jugenddrama von Kilian Riedhof
- Tatort: Der dunkle Fleck (2002), deutscher Krimi von Peter F. Bringmann, Inzest als Mordmotiv
- Code 46 (2003), britischer Science-Fiction-Film von Michael Winterbottom: dystopische Liebesgeschichte zu Auswirkungen der Biotechnologie
- Die Träumer (2003), italienischer Spielfilm von Bernardo Bertolucci
- Oldboy (2003), südkoreanischer Kinofilm von Park Chan-wook nach dem Manga Old Boy von Garon Tsuchiya und Nobuaki Minegishi
- Meine Mutter (2004), französischer Spielfilm von Christophe Honoré nach dem Roman Ma mère von Georges Bataille
- The Quiet – Kannst du ein Geheimnis für dich behalten? (2005), US-amerikanischer Spielfilm von Jamie Babbit
- Liebeskind (2005), deutscher Spielfilm von Jeanette Wagner
- Song of Songs (2006), britischer Spielfilm von Josh Appignanesi
- Tatort: Wem Ehre gebührt (2007), deutscher Krimi von Angelina Maccarone: Verbindung des alevitischen Glaubens mit Inzest
- Wilde Unschuld (2007), US-amerikanisch-spanisches Filmdrama von Tom Kalin nach dem wahren Fall von Barbara Daly Baekeland und ihrem Sohn
- How to Draw a Perfect Circle (2009), portugiesischer Spielfilm von Marco Martins
- From Beginning to End (2009), brasilianischer Spielfilm von Aluizio Abranches: inzestuöse Liebesgeschichte zwischen zwei Halbbrüdern
- Incendies (2010), kanadischer Spielfilm von Denis Villeneuve
- Yosuga no Sora (2010), japanisches Anime.
- Inspector Barnaby: Mord von Meisterhand / Master Class (2010), britische Krimiserie
- Game of Thrones (ab 2011), amerikanische Fantasy-Fernsehserie nach George R. R. Martin: Schwester und Bruder als Eltern des Kinderkönigs
- Das dunkle Nest (2011), deutscher ZDF-Krimi von Christine Hartmann zum Missbrauchsskandal in der katholischen Kirche
- Gestern waren wir Fremde (2012), deutscher Fernsehfilm von Matthias Tiefenbacher
- Top of the Lake (2012), australisch-britisch-amerikanische Mini-Krimiserie von Jane Campion und Gerard Lee
- Mein Bruder heißt Robert und ist ein Idiot (2018), deutsches Drama von Philip Gröning